# Grethe & Jørgen Ingmann

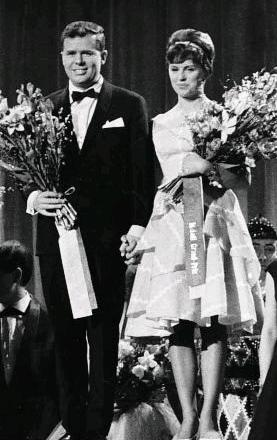
Grethe & Jørgen Ingmann la Eurovision 1963

Grethe Ingmann (n. 17 iunie 1938 – d. 18 august 1990) împreună cu soțul ei Jørgen Ingmann (n. 26 aprilie 1925 – d. 21 martie 2015) au fost doi muzicieni danezi care au câștigat Concursul Muzical Eurovision 1963 cu melodia Dansevise (Ton de dans). 